# Crassula obtusa
Crassula obtusa (лат.) — вид суккулентных растений рода Толстянка (Crassula) семейства Толстянковые (Crassulaceae), естественно произрастающий на территории Капской провинции Южно-Африканской Республики.

## Название
Родовое латинское название Crassula происходит от латинского слова crassus, — «толстый», в основном из-за присутствия у растений этого рода сочных листьев.
Видовой латинский эпитет obtusa происходит от лат. obtusus — «тупой».

## Ботаническое описание
Многолетники, достигающие длины до 17 см, имеют умеренно разветвленную структуру с хвостиком, укореняющимся в узлах. Ветви имеют диаметр около 2 мм, красноватого оттенка, с возрастом становятся до 3 мм и приобретают коричневую кору, междоузлия заметны. Листья располагаются восходяще-раскидисто, их цвет варьируется от красноватого до зеленоватого, размеры составляют 10-17 х 2-3 мм. Они линейно-эллиптической формы, с плоской верхней стороной и выпуклой нижней, край реснитчатый, кончик может быть как тупым, так и острым. Старые листья сохраняются.
Соцветия содержат от 1 до 5 цветков, цветоножки имеют длину от 2 до 7 мм. Чашелистики достигают 12 мм в длину, они красноватые, линейно-ланцетные, с реснитчатыми краями и острым кончиком. Венчик трубчатый, сросшийся у основания на 9–12 мм, начинает белым цветом, но с возрастом часто становится еще более темно-красным. Лепестки узколопатчатые, длиной 30—40 (— 45) мм, заостренные, с загнутыми частями шириной до 4 мм, а пыльники черные.
Цветение происходит в середине лета.

## Распространение и экология
Южно-Африканская Республика (Западно-Капская провинция, Восточная Капская провинция); обитают в горных финбосах на кислой почве, которая располагается на кварцитовом песчанике.
Этот вид можно разделить на три более или менее четко очерченные формы, которые в крайних случаях можно принять за отдельные таксоны:
1. Растения с юга характеризуются длинными листовыми влагалищами (длиной 3-5 мм), однако экземпляры с Капского полуострова и гор Готтентосхолланд (en) обычно имеют короткие листья (длиной до 20 мм), реснички редуцируются или теряются от верхушки книзу.
2. На востоке от Хенадендаля листья превышают 20 мм в длину, имеют отчетливые краевые реснички, а длина венчика составляет 40-50 мм.
3. Для северной популяции характерна короткая листовая оболочка (2-3 мм), несмотря на часто длинную листовую пластинку (длиной до 50 мм).

## Таксономия
Crassula obtusa Haw., первое упоминание в Suppl. Pl. Succ.: 16 (1819).

### Синонимы
Гетеротипные (основанные на разных номенклатурных типах):
- Crassula jasminea Ker Gawl.
- Crassula jasminiflora Haw.
- Danielia jasminea (Ker Gawl.) Lem.
- Dietrichia jasminea (Ker Gawl.) Eckl. & Zeyh.
- Kalosanthes jasminea (Ker Gawl.) Haw.
- Rochea jasminea (Ker Gawl.) DC.
- Rochea microphylla E.Mey. ex Harv.